# A fából faragott királyfi
A fából faragott királyfi (op. 13, BB 74) című egyfelvonásos táncjáték Bartók Béla második színpadi műve, néhány évvel a Kékszakállú herceg vára című opera után (miután a Lipótvárosi Kaszinó operapályázatának bírálóbizottsága 1911-ben játszhatatlannak ítélte és visszautasította), az első világháború idején (1914–1916-ban) készült. Bemutatóját 1917-ben a Budapesti Operaházban vendégkarmesterként Egisto Tango vezényelte, miután az Operaház akkori hét karmestere közül egyik sem vállalta a dirigálást. Bánffy Miklós tervezte a díszleteket és rajzolta meg a jelmezeket, a rendező pedig Balázs Béla volt.
A mű táncjáték, és – akárcsak az opera – Balázs Béla szövegére készült. A fából faragott királyfi még 1912-ben jelent meg a Nyugatban, és az író visszaemlékezése szerint az új szövegkönyv elkészítésére maga Bartók kérte. A zeneszerző mindenesetre 1914 áprilisában kezdte a táncjátékot komponálni.

## Története
A reggeli napsütésben a Királykisasszony lépdel ki várából, és gondtalanul játszadozik az erdő szélén. A szomszéd várból a Királyfi jön elő, világlátás céljából. A Tündér visszaparancsolja a Királykisasszonyt, és így megakadályozza a két szereplő találkozását. Ám a Királyfi az ablakon át megpillantja a leányt és szerelmes lesz belé. Ez adja a mű alapkonfliktusát.
A Tündér parancsára a fellázadó természet nem engedi, hogy a Királyfi a Királykisasszonyhoz jusson. Ám a Királyfi szerencsésen jut át az öntudatra ébredő erdő és a medréből kilépő patak képezte akadályon és újból találkozhat a leánnyal. Bábot készít, amellyel kicsalogatja a Királykisasszonyt várából.
Ám a Királykisasszony az igazi Királyfit figyelemre se méltatja, inkább a Tündér által megelevenített bábbal táncol. A bánatos Királyfi a természetben nyer vigasztalást. A Tündér virágpalástot, virágkoronát ad rá. Az erdő királyaként visszatérő ifjút a Királykisasszony most szívesen fogadná, annál is inkább, minthogy a fából faragott királyfi egyre nehézkesebben mozog, végül újból élettelen fadarabbá válik.
Ám az igazi Királyfi elfordul a Királykisasszonytól, akinek ezután az erdő is útját állja. A Királykisasszony pedig nem képes áthatolni a fák sűrűjén. Kétségbeesés és szégyen vegyül érzéseiben; eldobja királyi ékességeit és levágja haját. A Királyfi ekkor magához vonja, és együtt elindulnak, miközben körülöttük elcsendesedik a természet.

## A zene

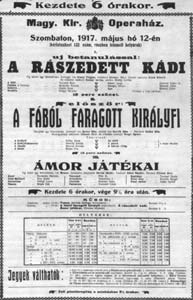
Az ősbemutató plakátja

A muzsika hangján elárad a magyar népdal tisztasága és üdesége, de felismerhetjük benne a szenvedélynek azt a vallomásos-személyes tónusát is, amely már a Kékszakállú zenéjében megszólalt.
Bartók zenéje három fő szakaszra tagolja ezt a történetet. Erről maga a szerző így nyilatkozott: „Az első rész a királykisasszony és a fabáb táncának befejezéséig terjed. A második, amely az elsőnél jóval nyugodtabb, tipikusan középtétel jellegű, és a fabáb újra való megjelenéséig tart. A harmadik rész tulajdonképpen megismétlése az elsőnek, de az első rész tagozódásának fordított sorrendjével, amit a szöveg természetszerűleg megkövetel.”
A népzene egyértelműen világos körvonalaival rajzolja meg Bartók a táncjáték szereplőit, a természetet pedig megkapó költészettel ábrázolja.
Wagnerre visszautaló romantikus természet- és lélekzenék, a korabeli közép-európai komponistákra oly jellemző groteszk és ironikus hangvétel (fabáb), másfelől a mesei hang megalapozását szolgáló népdalszerű melódiák (pataktánc, botfaragás) az 1900-as évek elejei „nemzeti szecessziós” stílusra való utalás.

## Szvitek
Bartók a hangversenyszerű előadások számára utóbb egy szvitet, illetve egy kis szvitet állított össze az egyfelvonásos táncjáték zenéjéből. A táncjáték zenéjéből készült zenekari szvit 1931-ben hangzott fel először Budapesten.

## Autográf anyagok
- Vázlatok

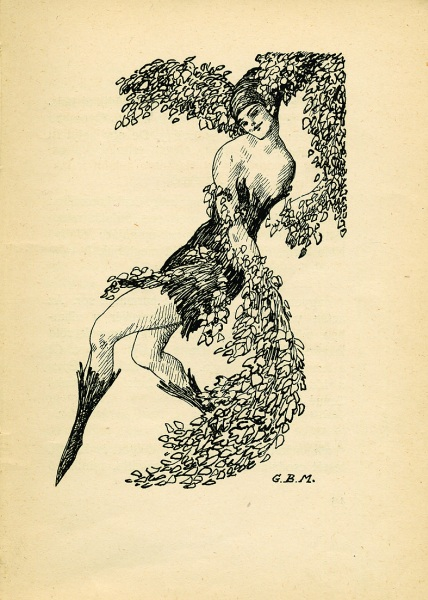
A Tündér ábrázolása. (gróf Bánffy Miklós)

1. Fekete zsebkönyv (Bartók Archívum, Budapest: BH206) fol. 13v–14v
2. Memo-vázlatok, jelenet-terv és külön lapokon jegyzetek hangszerekről–hangszerelésről (Bartók Archívum, Budapest: BH222, 2016).

- Particella formájú fogalmazvány:

1. A 4. oldaltól végig, montírozott forma későbbi hozzátételekkel, részben Ziegler Márta másolatának felhasználásával (Bartók Péter magángyűjteménye: 33PS1.PFC1)
2. Az 1–2., 2bis, 7–8. oldalak, a fogalmazvány kezdete, hiányos (1915. december 21-én „Sándor Mikinek” ajánlva) (NLSE, Kodály collection Ms 21579).

- Autográf partitúra, Márta-másolta oldalakkal (Bartók Péter magángyűjteménye: 33FSFC3).
- Partitúra másolat a budapesti Operaháznak, Márta másolata, Bartók-írta oldalakkal (Bartók Archívum, Budapest: 2158, eldobott oldalak: 2017).
- Az Universal Edition 6638 litografált partitúra (1924), Bartók-példánya javításokkal, húzásokkal, variáns formákkal (ifj. Bartók Béla magángyűjteménye).
- Verzeichniss der Kürzungen [1932], autográf szöveg és kotta (Bartók Péter gyűjteménye: 33FSFC1.FSFC2).

### Zongorakivonat
- Másolat, Bartók, Márta és Kodályné Gruber Emma írása, az UE 6635 elsőkiadás (1921) metszőpéldánya (Bartók Péter archívuma: 33 PFC2).
- Az UE első kiadás javított példánya, előkészítő jegyzetek egy 7 részes szvithez (ifj. Bartók Béla gyűjteménye).

### Szvitváltozatok
- Háromtételes Suite [„kis szvit”]: „Waldtanz”, „Wellentanz”, „Tanz der Prinzessin mit der Holzpuppe”, 3 pp. autográf fogalmazvány (Bartók Péter gyűjteménye: 33TFSID1); és 4 pp. autográf tisztázat (fotokópiája: ifj. Bartók gyűjteménye).
- Héttételes Suite, 1932: „Preludium”, „Die Prinzessin”, „Der Wald”, „Arbeitslied des Prinzen”, „Der Bach”, „Tanz des holzgeschnitzten Prinzen”, „Postludium”, 2 pp. autográf instrukció (Bartók Péter gyűjteménye: 33TFSC1) az UE partitúra montírozott példányához, UE kölcsönanyag (Bartók Péter gyűjteménye: 33TFSFC2).